# Gary Medel
Gary Alexis Medel Soto (ur. 3 sierpnia 1987 w Santiago) – chilijski piłkarz, występujący na pozycji defensywnego pomocnika lub środkowego obrońcy w brazylijskim klubie Vasco da Gama. Posiada również obywatelstwo hiszpańskie.

## Kariera klubowa
Karierę piłkarską Gary Medel rozpoczął w klubie CD Universidad Católica ze stolicy kraju Santiago. W 2006 zadebiutował w jego barwach w chilijskiej Primera División, a od 2007 był podstawowym zawodnikiem Universidadu. 28 lipca 2007 strzelił pierwszą bramkę w chilijskiej lidze, w wygranym 3:1 meczu przeciwko Deportes La Serena. W 2007 z Universidadem wywalczył mistrzostwo fazy Apertura. W 2008 został uznany Piłkarzem Roku w Chile.
20 lipca 2009 Gary Medel podpisał kontrakt z argentyńskim CA Boca Juniors. W jego barwach zadebiutował 23 sierpnia 2009 w zremisowanym 2:2 domowym meczu przeciwko Argentinos Juniors. 20 września 2009 w meczu przeciwko Godoy Cruz Antonio Tomba (2:3) strzelił pierwszego gola w lidze Argentyny.
W 2011 Medel przeszedł do Sevilla FC.
Od 29 sierpnia 2019 jest zawodnikiem Bologna FC 1909.
| Sezon   | Klub                    | Kraj      | Rozgrywki        | Mecze | Bramki |
| ------- | ----------------------- | --------- | ---------------- | ----- | ------ |
| 2006    | CD Universidad Católica | Chile     | Primera División | 1     | 0      |
| 2007    | CD Universidad Católica | Chile     | Primera División | 25    | 4      |
| 2008    | CD Universidad Católica | Chile     | Primera División | 28    | 4      |
| 2009    | CD Universidad Católica | Chile     | Primera División | 9     | 0      |
| 2009/10 | CA Boca Juniors         | Argentyna | Primera División | 29    | 7      |
| 2010/11 | CA Boca Juniors         | Argentyna | Primera División | 17    | 0      |
| 2010/11 | Sevilla FC              | Hiszpania | Primera División | 15    | 0      |
| 2011/12 | Sevilla FC              | Hiszpania | Primera División | 31    | 2      |
| 2012/13 | Sevilla FC              | Hiszpania | Primera División | 32    | 6      |
| 2013/14 | Cardiff City FC         | Walia     | Premier League   | 34    | 0      |

## Kariera reprezentacyjna
W 2007 roku Gary Medel wraz z reprezentacją Chile U-20 wziął udział w Mistrzostwach Świata U-20 w Kanadzie i zajął na nich 3. miejsce. W pierwszej reprezentacji kraju zadebiutował 18 kwietnia 2007 roku w zremisowanym 0–0 towarzyskim spotkaniu z reprezentacją Argentyny. W 2009 roku awansował z reprezentacją Chile na Mistrzostwa Świata w Południowej Afryce. W meczu eliminacyjnym przeciwko reprezentacji Boliwii (2–0) strzelił oba gole dla reprezentacji Chile.

## Sukcesy

### Reprezentacyjne
- 3. miejsce na Mistrzostwach świata U-20: 2007
- Copa América: 2015, 2016
- Puchar Konfederacji: 2. miejsce 2017

### Rekordy
- Najwięcej występów w historii reprezentacji Chile: 152 mecze[a]